# Saint-Ouen
Saint-Ouen je severno predmestje Pariza in občina v  departmaju Seine-Saint-Denis osrednje francoske regije Île-de-France. Leta 1999 je imelo naselje 39.722 prebivalcev.
Saint-Ouen gosti pariški bolšji trg, najpomembnejše zbiranje starinarjev in prodajalcev pohištva "iz druge roke" na svetu. Bolšji trg se odvija vsako soboto, nedeljo in ponedeljek.

## Geografija
Saint-Ouen leži v najzahodnejšem delu departmaja ob zavoju reke Sene. Občina meji na severu na L'Île-Saint-Denis, na vzhodu na Saint-Denis, na jugu na Pariz, medtem ko na zahodu in severozahodu meji na občini departmaja Hauts-de-Seine Clichy in Asnières-sur-Seine.

## Administracija
Saint-Ouen je sedež istoimenskega kantona, v katerega je vključen del občine s 25.704 prebivalci, medtem ko je manjši del vključen v kanton Saint-Denis-Jug. Oba kantona sta sestavni del okrožja Saint-Denis.

## Zgodovina
Ime naselja izhaja od rouenskega škofa sv. Audoina, (francosko Ouen), umrlega v letu 686 v bližnjem Clichyju.
S 1. januarjem 1860 je bil ob širitvi pariških meja del ozemlja občine dodeljen Parizu, istočasno pa je občina Saint-Ouen dobila manjši del ozemlja razpuščenih občin La Chapelle-Saint-Denis in Montmartre.

## Osebnosti
- André Leducq (1904-1980), kolesar - dvakratni zmagovalec Toura (1930, 1932)

## Pobratena mesta
- Podolsk (Rusija),
- Ruse (Bolgarija),
- Salford (Združeno kraljestvo),
- Terni (Italija).